# Линглингнейвеем
Линглингнейвеем (Линлинэйвээм) — река на Дальнем Востоке России, протекает по территории Иультинского района Чукотского автономного округа.
Длина реки 39 км. Берёт исток в болоте между двумя невысокими сопками, протекает по Ванкаремской низменности, впадает в Ванкарем справа в 60 км от устья. Высота устья — 16 м над уровнем моря.
Река названа по сопке Линлиӈӈэй, что в переводе с чук. — «сердце-гора» и вээм — «река».
По данным государственного водного реестра России относится к Анадыро-Колымскому бассейновому округу.